# Bateria perfeita
Bateria perfeita é um termo usado no surfe para designar uma pontuação perfeita. Ou seja, como a pontuação no surfe é feita por baterias compostas por 2 notas, e como descarta-se a pior nota, a pontuação perfeita no surfe é alcançada quando o surfista consegue duas notas 10 na bateria, ou 20 pontos.
Em quase 40 anos de história do WCT, este feito só foi registrado oito vezes.

## Lista de Pontuações Perfeita no WCT
| # | Data | Surfista       | Etapa                    | Observações | Ref.  |
| - | ---- | -------------- | ------------------------ | --- | ----- |
| 1 | 1996 | Shane Beschen  | Gold Coast, na Austrália | - O primeiro surfista do WCT a conseguir a pontuação máxima. - Também é o único a conseguir 3 notas 10 na mesma bateria | [ 2 ] |
| 2 | 2005 | Kelly Slater   | Teahupoo, no Taiti       | - O primeiro surfista do WCT a conseguir a pontuação perfeita numa final                                                | [ 2 ] |
| 3 | 2008 | Joel Parkinson | Pipeline, no Havaí       | | [ 2 ] |
| 4 | 2011 | Jeremy Flores  | Teahupoo, no Taiti       | | [ 2 ] |
| 5 | 2013 | Kelly Slater   | Ilhas Fiji               | - O primeiro surfista do WCT a conseguir a pontuação pefeita pela 2ª vez.                                               | [ 2 ] |
| 6 | 2013 | Joel Parkinson | Bali, na Indonésia       | | [ 2 ] |
| 7 | 2015 | Owen Wright    | Fiji Pro, Ilhas Fiji     | | [ 2 ] |
| 8 | 2015 | Owen Wright    | Fiji Pro, Ilhas Fiji     | - O primeiro surfista do WCT a alcançar a pontuação máxima em duas baterias do mesmo evento.                            | [ 3 ] |
| 9 | 2016 | Kelly Slater   | Teahupoo, no Taiti       | - O primeiro surfista do WCT a conseguir a pontuação perfeita pela 3ª vez                                               |       |

## Ver Também
- Golden set - Ténis
- Break máximo - sinuca
- Jogo perfeito - baseball
- Volta perfeita - golfe
- Nine-dart finish - jogo de Dardo